# Biblioteca Hector Hodler
La Biblioteca Hector Hodler è una biblioteca con sede a Rotterdam, nei Paesi Bassi, presso la sede centrale dell'Associazione Universale Esperanto; è specializzata in libri in lingua esperanto. Per la mole del suo patrimonio librario, è oggi una delle maggiori biblioteche di esperanto al mondo: ospita circa 15.000 libri, oltre a periodici, manoscritti, fotografie, nastri registrati e altri oggetti. Non ne è disponibile un catalogo aggiornato.

## Storia

### Il periodo svizzero (1908-1960)
Il primo nucleo della biblioteca fu fondato nel dicembre 1908 dalla Svisa Esperanto-Societo, con il nome di Svisa Esperanto-Biblioteko ("biblioteca esperantista svizzera"). Nel 1912 la biblioteca fu donata a Hector Hodler e, alla morte di quest'ultimo (1920), essa passò in eredità all'Associazione Universale Esperanto.
La biblioteca seguì gli spostamenti di sede dell'Associazione a Ginevra e, nel periodo 1919-1920, anche a Berna. Il patrimonio librario sopravvisse al secondo conflitto mondiale nel Palazzo Wilson di Ginevra, curata da Hans Jakob.
Quando nel 1947 l'Associazione Universale Esperanto assunse la sua forma statutaria attuale, la biblioteca venne ribattezzata in onore di Hector Hodler.

### Dopo il trasferimento nei Paesi Bassi (1960-2003)
Nel 1960/1962 la maggior parte del patrimonio librario venne trasferita a Rotterdam, nei Paesi Bassi dove si arricchì progressivamente di libri e materiali di altra specie provenienti da diverse fonti. Inizialmente la collezione fu ospitata nella camera Kanado della sede dell'Associazione, ma nel corso degli anni 1970 la sua crescita rese necessario impiegare anche le camere Saft e Aŭstralio.
A partire dal 1962 si occupò della biblioteca Victor Sadler, che fu direttore della rivista e (dal 1968) dell'ufficio centrale della UEA. Fra gli altri curatori del periodo, si ricordano Robert Moerbeek e Simo Milojeviĉ.

### Dal 2003 ad oggi
Fra il 2003 e il 2005 lo storico Ziko van Dijk, dietro incarico dell'Associazione Universale Esperanto, si è occupato del mantenimento e del riordino dei materiali compresi nella Biblioteca Hodler.
Dal 2006 la biblioteca è ospitata interamente nel nuovo salone Zamenhof, sempre all'interno degli uffici centrali dell'UEA.